# Vertrag von Saint-Omer
Im Vertrag von Saint-Omer verpfändete Herzog Siegmund von Tirol am 9. Mai 1469 in Saint-Omer große Teile der österreichischen Vorlande im Breisgau und Oberelsass an den Herzog von Burgund, Karl den Kühnen. Der Vertrag legte den Grundstein für die Burgunderkriege.
|  | 27. August 1468   | Waldshuter Richtung beendet Waldshuterkrieg                                                                   |
|  | 15. März 1469     | vorderösterreichischer Landtag bewilligt in Neuenburg eine Sondersteuer zur Bezahlung der Kriegsentschädigung |
|  | 9. Mai 1469       | Vertrag von Saint-Omer                                                                                        |
|  | 23. Juni 1469     | Zahlung der Kriegsentschädigung an die Eidgenossen (gemäß Waldshuter Richtung)                                |
|  | 17. August 1469   | Abschluss der Übernahme der Pfandlande durch Burgund                                                          |
|  | 22. Februar 1473  | Initiative zur Niederen Vereinigung gegen Burgund                                                             |
|  | 30. März 1474     | Ewige Richtung zwischen der Eidgenossenschaft und Herzog Sigismund                                            |
|  | 31. März 1474     | Die Eidgenossenschaft tritt der Niederen Vereinigung bei                                                      |
|  | 4. April 1474     | Herzog Siegmund tritt der Niederen Vereinigung bei                                                            |
|  | 6. April 1474     | Kündigung des Vertrags von Saint-Omer                                                                         |
|  | 11. April 1474    | Gefangennahme des burgundischen Landvogts Peter von Hagenbach                                                 |
|  | 9. Mai 1474       | Hinrichtung des burgundischen Landvogts Peter von Hagenbach                                                   |
|  | 13. November 1474 | Beginn der Burgunderkriege (Schlacht bei Héricourt)                                                           |
|  | 5. Januar 1477    | Tod Karls des Kühnen in der Schlacht bei Nancy                                                                |

## Vorgeschichte
Der Waldshuterkrieg (1468) zwischen der Alten Eidgenossenschaft und Herzog Siegmund von Österreich-Tirol, sowie dessen vorderösterreichischem Adel wurde am 27. August 1468 durch einen Friedensvertrag (die sogenannte Waldshuter Richtung) beendet. Siegmund hatte demnach bis zum 24. Juni 1469 eine Kriegsentschädigung von 10 000 Gulden an die Eidgenossen zu bezahlen. Als Sicherheit diente den Eidgenossen Waldshut und der vorderösterreichische Schwarzwald. Da Siegmund bereits stark verschuldet war, konnte er die Kriegsentschädigung nicht selbst aufbringen. Er beauftragte Markgraf Karl von Baden mit der Verwaltung der Vorlande und der Einberufung eines Landtags. Der Landtag wurde am 15. März 1469 in Neuenburg durchgeführt und bewilligte eine Vermögensabgabe von 1 % und im Vorfeld eine Kreditaufnahme zur rechtzeitigen Bezahlung der Kriegsschuld. Siegmund verfolgte gleichzeitig weitere Optionen.
Er war noch nicht geneigt, den Eidgenossen die früheren Eroberungen habsburgischer Gebiete in der Schweiz definitiv zu überlassen und suchte Unterstützung beim französischen König Ludwig XI., der dies jedoch ablehnte. Siegmunds Vetter Kaiser Friedrich III. war durch die Türkenabwehr und einen Aufstand in seinen Erblanden gebunden, die Reichsfürsten fanden keinen Anlass, sich wegen habsburgischer Interessen mit den Eidgenossen anzulegen. Siegmund fand im Herzog von Burgund, Karl dem Kühnen, einen Verbündeten, der aber vor allem sein Eigeninteresse – Verbindung seiner nördlichen und südlichen Gebiete zu einem zusammenhängenden Mittelreich im Herzen Europas – verfolgte.

## Der Vertrag

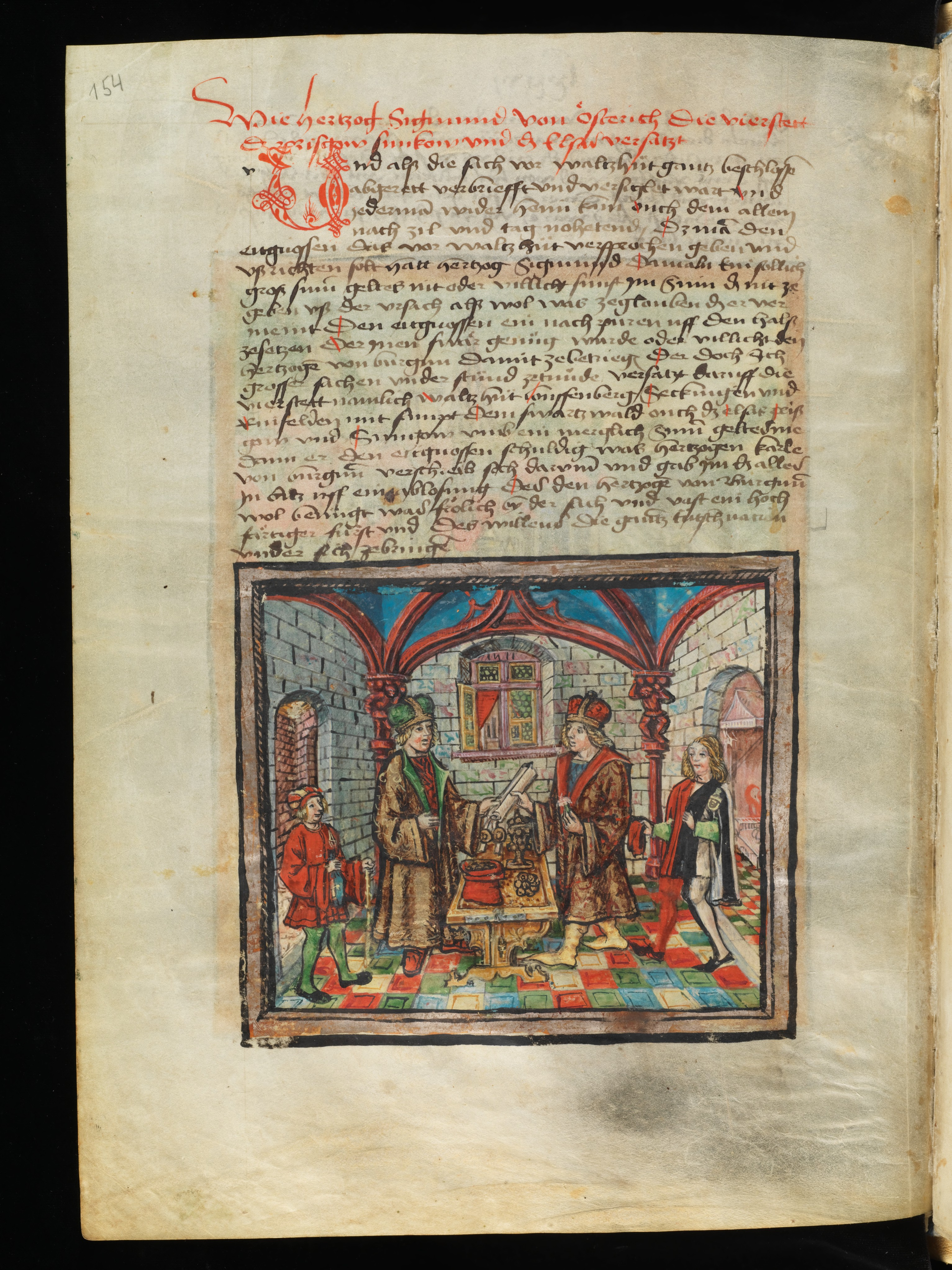
Herzog Sigmund und Karl bei der Verpfändung. Fiktive Darstellung in der Bilderchronik von Diebold Schilling dem Jüngeren

Für die Zusage des Schutzes gegen eidgenössische Angriffe und eine Summe von 50 000 Gulden verpfändete Siegmund dem Burgunder große Teile seiner österreichischen Vorlande im Breisgau und Oberelsass, wovon allerdings schon bedeutende Gebiete und Rechte an Dritte verpfändet waren. Karl ließ sich das Recht zur Einlösung dieser verpfändeten Rechte des Habsburgers zusichern. Siegmund behielt seinerseits das Recht die verpfändeten Gebiete bei Karl wieder einzulösen, wobei in diesem Fall außer den 50 000 Gulden auch die Aufwendungen des Burgunders für die Einlösung der an Dritten verpfändeten Gebiete und Rechte bezahlt werden  mussten. Da die notorischen Geldnöte der Habsburger bekannt waren, ging man allgemein davon aus, dass Karl die Pfandsumme auf das geschätzte Maximum von 180 000 Gulden hochschrauben und damit die Gebiete dauerhaft dem burgundischen Reich einverleiben würde. Konkret wurden folgen Gebiete/Rechte an Herzog Karl verpfändet:
- Oberelsass
  - Landgrafschaft im Oberelsass
  - Grafschaft Pfirt mit Rougemont-le-Château; Florimont; Rosemont (Rosenfels)
  - Burg Ortenberg
  - Herrschaft Thann
- Breisgau/Schwarzwald/Fricktal
  - Breisach
  - die vier Waldstädte – Rheinfelden, Säckingen, Laufenburg, Waldshut
  - Grafschaft Hauenstein mit den Talvogteien Todtnau und Schönau, sowie der Vogtei Todtmoos und der Vogtei über das Kloster Berau
  - Kameralherrschaft Rheinfelden
  - Kameralherrschaft Laufenburg

Von einer Verpfändung des ganzen vorderösterreichischen Breisgaus kann also keine Rede sein.
Breisach und die Herrschaft Thann gehörten zunächst nicht zum verpfändeten Gebiet. Nachdem Siegmund aber mit der fristgerechten Zahlung der Kriegsentschädigung von 10 000 Gulden (gemäß Waldshuter Richtung) an die Eidgenossen Schwierigkeiten bekam, ersuchte er Karl um eine Vorab-Zahlung direkt an die Eidgenossen. Hierfür musste er dem Burgunder zusätzlich noch Breisach und die Herrschaft Thann verpfänden.
Der Vertrag wurde in lateinischer Sprache abgefasst, und das ganze Vertragswerk besteht neben dem Vertrag vom 9. Mai 1469 aus einer Reihe weiterer Schreiben.

Die Vertragspartner und die Drahtzieher
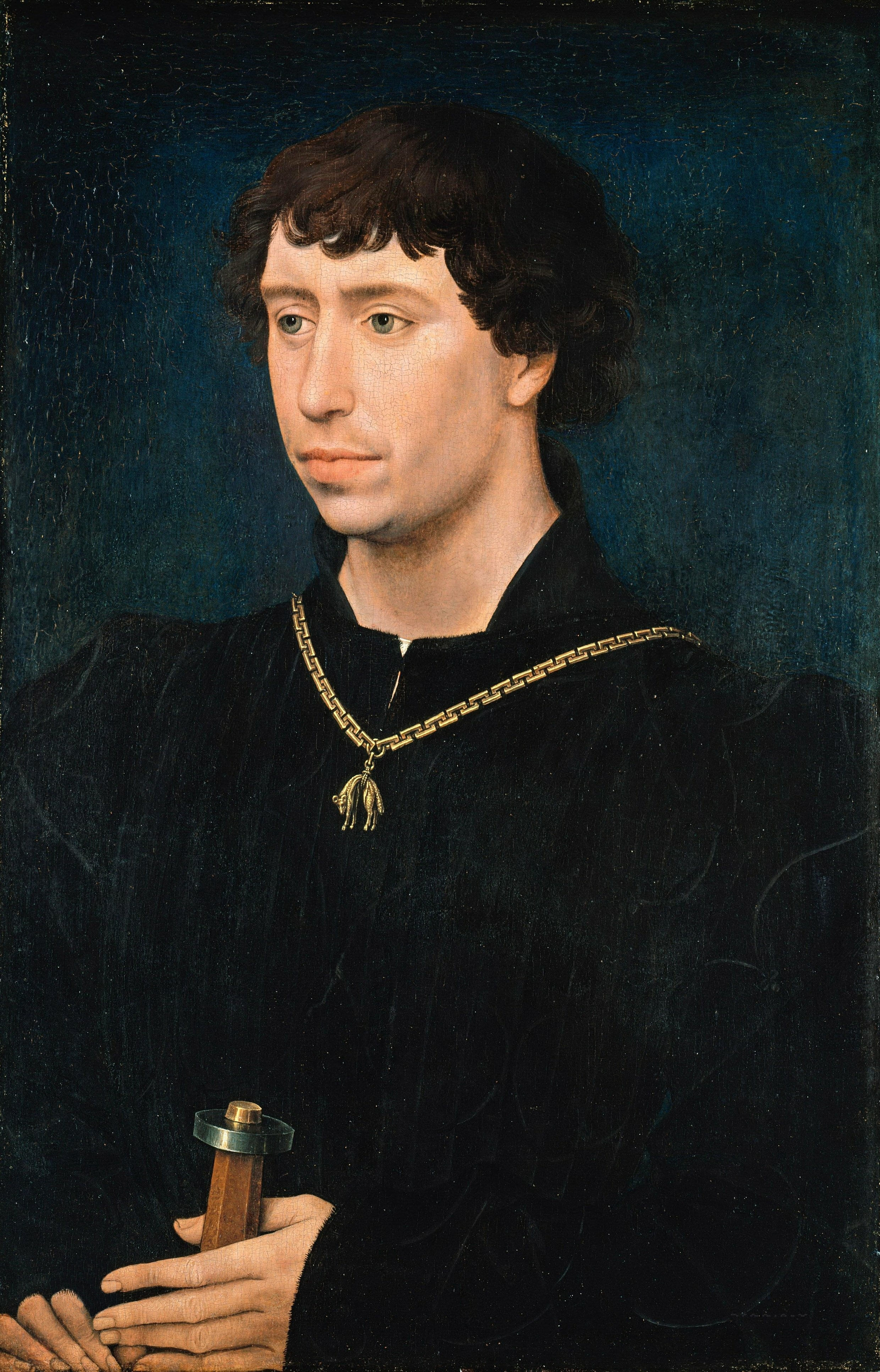
Herzog Karl der Kühne von Burgund.
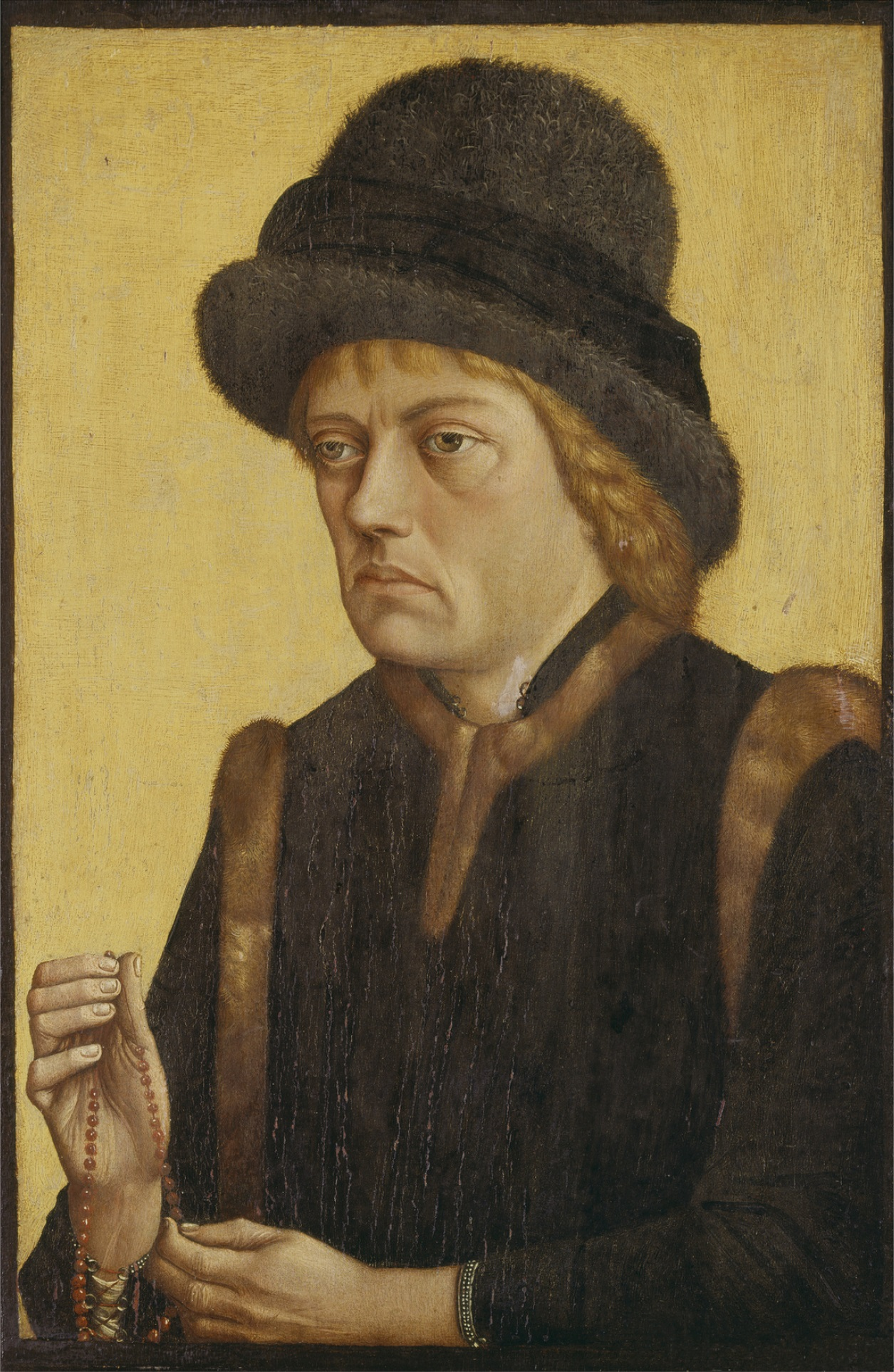
Herzog Siegmund von Tirol.
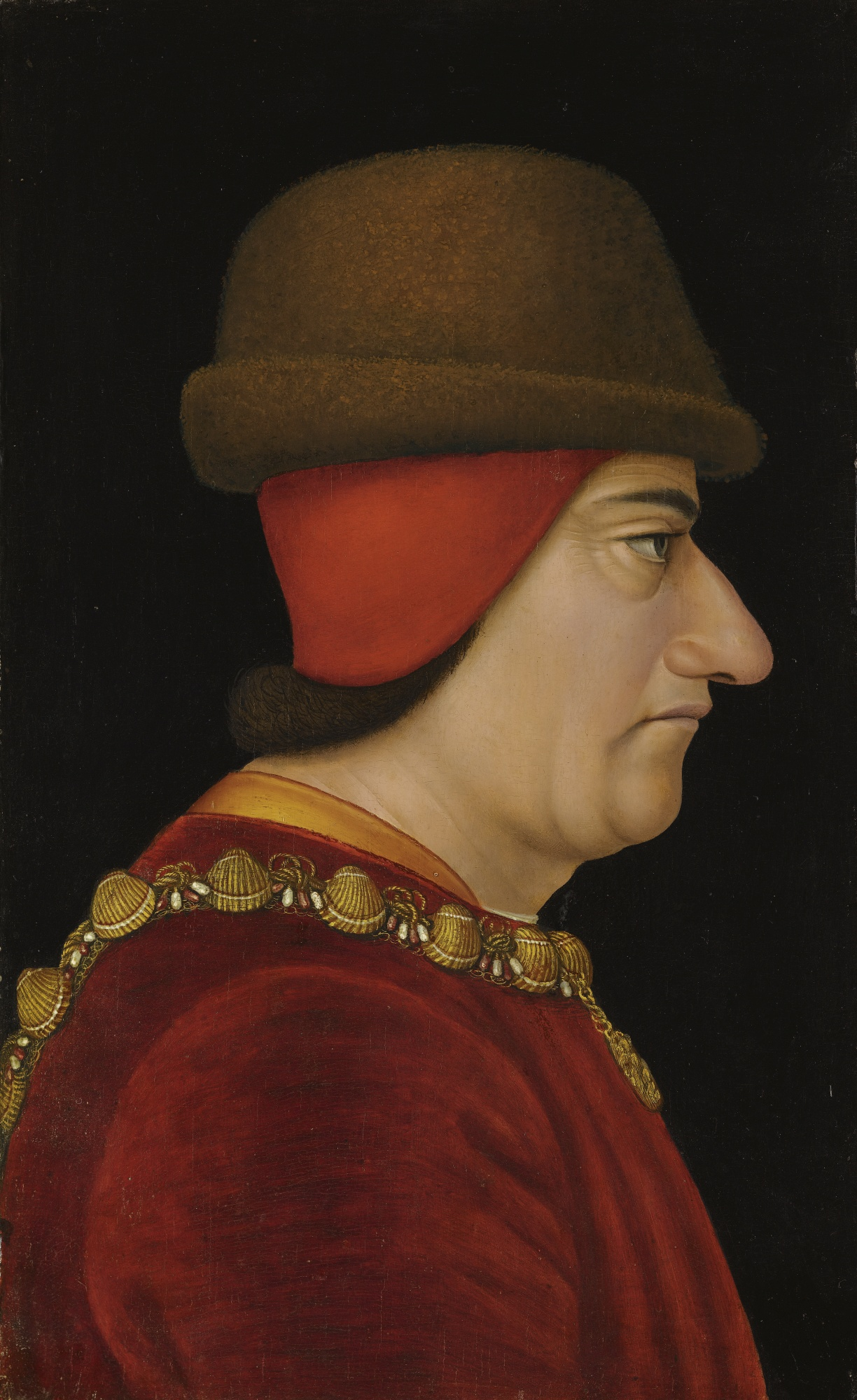
König Ludwig XI. von Frankreich
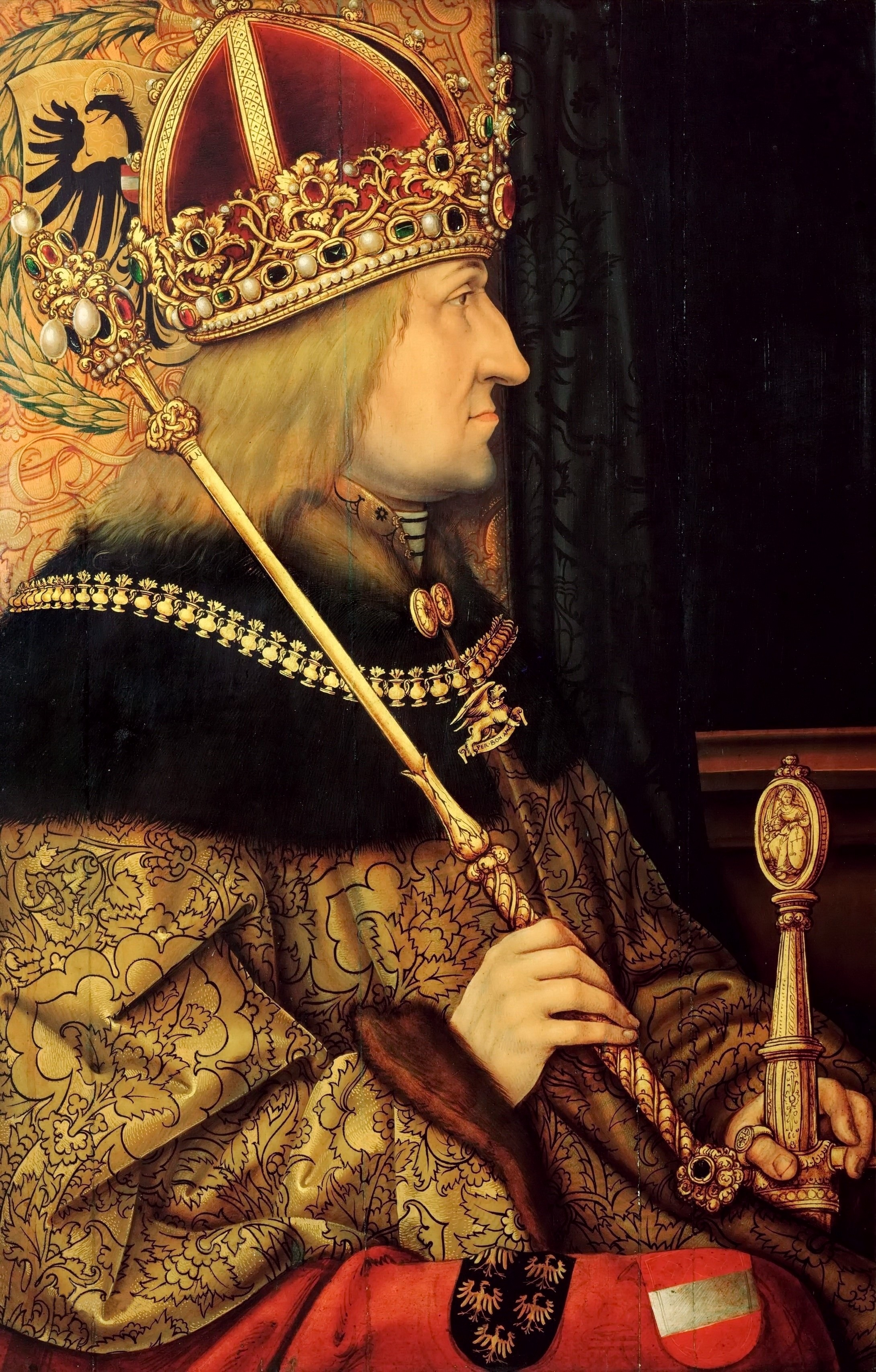
Kaiser Friedrich III.

## Die Übernahme der Pfandlande
Bereits am 10. April 1469 – also noch vor Unterzeichnung des Vertrags von St. Omer – hatte Karl der Kühne seinen Gefolgsmann Peter von Hagenbach zum Landvogt für die Pfandgebiete bestimmt, was aber zunächst noch geheim gehalten wurde. Zunächst setzte der Burgunderherzog eine Übernahmekommission ein, deren Leitung dem Markgrafen Rudolf IV. von Hachberg-Sausenberg übertragen wurde. Peter von Hagenbach gehörte dieser Kommission auch an. Weitere Mitglieder waren:
- Guillaume La Baume-Montrevel, Herr von Illingen;
- Jean de Carondelet[9], Richter in Besançon, später Kanzler von Burgund
- Thiebault Ponçot, Einnehmer der Vogtei Amont

Die Übernahme der Pfandlande durch Burgund wurde am 17. August 1469 mit der Huldigung von Breisach abgeschlossen, die Markgraf Rudolf als „Verweser und Regierer der Lande“ entgegennahm. Die Übernahmekommission versuchte nun die von Siegmund bereits früher verpfändeten Teile der Vorlande auszulösen. Aus strategischen Gründen hatte dabei Rheinfelden mit dem Rheinübergang Priorität. Die Stadt Basel hatte das Pfand noch nicht übernommen und war bereit gegen die entsprechende Zahlung darauf zu verzichten. Markgraf Rudolf musste jedoch mehrfach um Zahlungsaufschub bitten, da der Burgunderherzog die nötigen Mittel nicht rechtzeitig zur Verfügung stellte. Anfang November 1469 beendete die Übernahmekommission ihre Arbeit.
Am 20. September 1469 übernahm Peter von Hagenbach das Amt des Grand Bailli, das entspricht dem Amt eines Landvogtes, der Pfandlande, die Burgund unter der Bezeichnung pays de Ferrates et d'Auxay seinem Reich eingliederte.
In Ensisheim wurde ein Regierungskollegium mit zwölf Mitgliedern eingesetzt, dessen Präsidium Hans Bernhard von Gilgenberg übernahm und damit Stellvertreter des Landvogts war. Ein Mitglied des Kollegiums war der frühere Röttler Landvogt des Markgrafen Rudolf, Peter Reich von Reichenstein. Das Regierungskollegium war auch das höchste Gericht der Pfandlande.